# Aldolová kondenzace
Aldolová kondenzace je kondenzační reakce v organické chemii, při níž reagují dvě molekuly karbonylové sloučeniny za vzniku β-hydroxyaldehydu nebo β-hydroxyketonu (což je aldolová reakce) a následně dojde k dehydrataci, čímž vzniká konjugovaný enon.
Aldolové kondenzace jsou v organické chemii důležité, neboť představují dobrý způsob, jak vytvořit C-C vazby, je například součástí Robinsonovy anelace, vzniklý Wielandův–Miescherův keton je důležitou výchozí látkou v mnoha organických syntézách. Aldolová kondenzace byla také zmíněna jako vhodná vazbotvorná reakce, která ukazuje důležité reakční mechanismy. Dochází při ní k nukleofilní adici ketoenolátu na aldehyd za vzniku β-hydroxy ketonu neboli aldolu (aldehyd + alkohol), strukturní jednotky přítomné v mnoha léčivech a přírodních látkách.
Název aldolová kondenzace se také často, obzvláště v biochemii, používá pro první (adiční) část procesu – samotnou aldolovou reakci – katalyzovanou aldolázami, i když ve skutečnosti nejde o kondenzační reakci, protože nedochází k odštěpení malé molekuly.
Reakce mezi aldehydem či ketonem a aromatickou karbonylovou sloučeninou bez alfa-vodíku se nazývá Claisenova–Schmidtova kondenzace, objevili ji Rainer Ludwig Claisen a J. G. Schmidt., příkladem je syntéza dibenzylidenacetonu.

## Mechanismus
První částí aldolové kondenzace je aldolová reakce, druhou je eliminační reakce – dochází k odštěpení molekuly vody nebo alkoholu (tato část může být spojena s dekarboxylací, kde je přítomna aktivovaná karboxylová skupina), která může proběhnout dvěma mechanismy: za použití silné zásady jako je například terc-butoxid draselný, hydroxid draselný či hydrid sodný enolátovým mechanismem a nebo kysele katalyzovaným enolovým mechanismem.
 :

## Aldox proces
Společnostmi Shell a Exxon byl vyvinut aldox proces, kterým se převádí propen na 2-ethylhexanol přes hydroformylaci butyraldehydu, aldolovou kondenzaci 2-ethylhexenalu a následnou hydrogenaci:
V jedné studii byl krotonaldehyd přeměněn na 2-ethylhexanal: